# Posidonia australis
Posidonia australis, también conocida como hierba bola de fibra o hierba cinta, es una especie de hierba marina que se encuentra en las aguas del sur de Australia. Forma grandes praderas marinas, importantes para la conservación del medio ambiente. Bolas de detritos en descomposición del follaje se encuentran a lo largo de las costas cercanas.

## Descripción

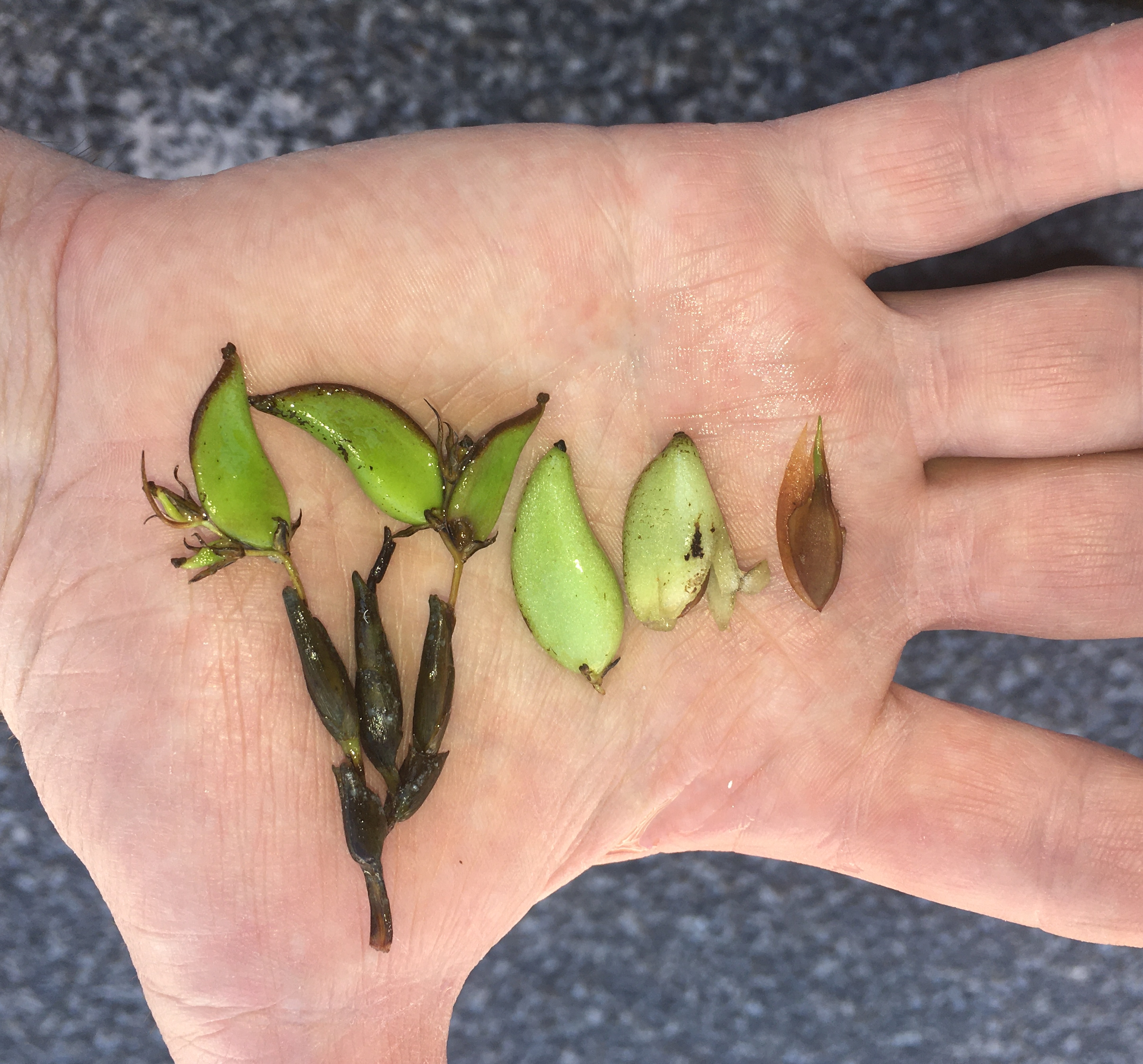
De izquierda a derecha: frutos inmaduros adheridos a la planta, frutos maduros liberados de la planta, frutos partidos listos para soltar semillas, semillas

Posidonia australis es una planta con flores que crece en prados densos, o a lo largo de canales, en arena blanca. Se encuentra a profundidades de 1 a 15 metros. Los rizomas y raíces del subsuelo proporcionan estabilidad en las arenas que ocupa. Los rizomas y las hojas erectas reducen la acumulación de limo.
Las hojas tiene forma de cinta y un ancho de 11 a 20  milímetros. Son de color verde brillante, volviéndose marrones con la edad. El extremo de la hoja está redondeado o ausente debido al daño. Están dispuestas en grupos con las hojas más viejas en el exterior, más largas y de forma diferente a las hojas más jóvenes que las rodean.
La especie es monoica. Las flores aparecen en pequeñas espigas sobre tallos sin hojas, dos brácteas en cada espiga. La planta poliniza por hidrofilia, dispersándose en el agua.
La reproducción de Posidonia australis suele producirse por métodos sexuales o asexuales pero, en condiciones extremas, por pseudovivipario.
Un estudio de 2013 mostró que P. australis puede secuestrar carbono 35 veces más eficientemente que las selvas tropicales. En 2022, un estudio de la Escuela de Ciencias Biológicas y el Instituto de Océanos de la Universidad de Australia Occidental mostró que una sola planta de esta especie puede crecer vegetativamente extendiendo sus rizomas hacia afuera para cubrir áreas extensas. Esta planta en particular tiene el doble de cromosomas que otras poblaciones estudiadas (40 cromosomas en lugar de los 20 habituales).

## Distribución

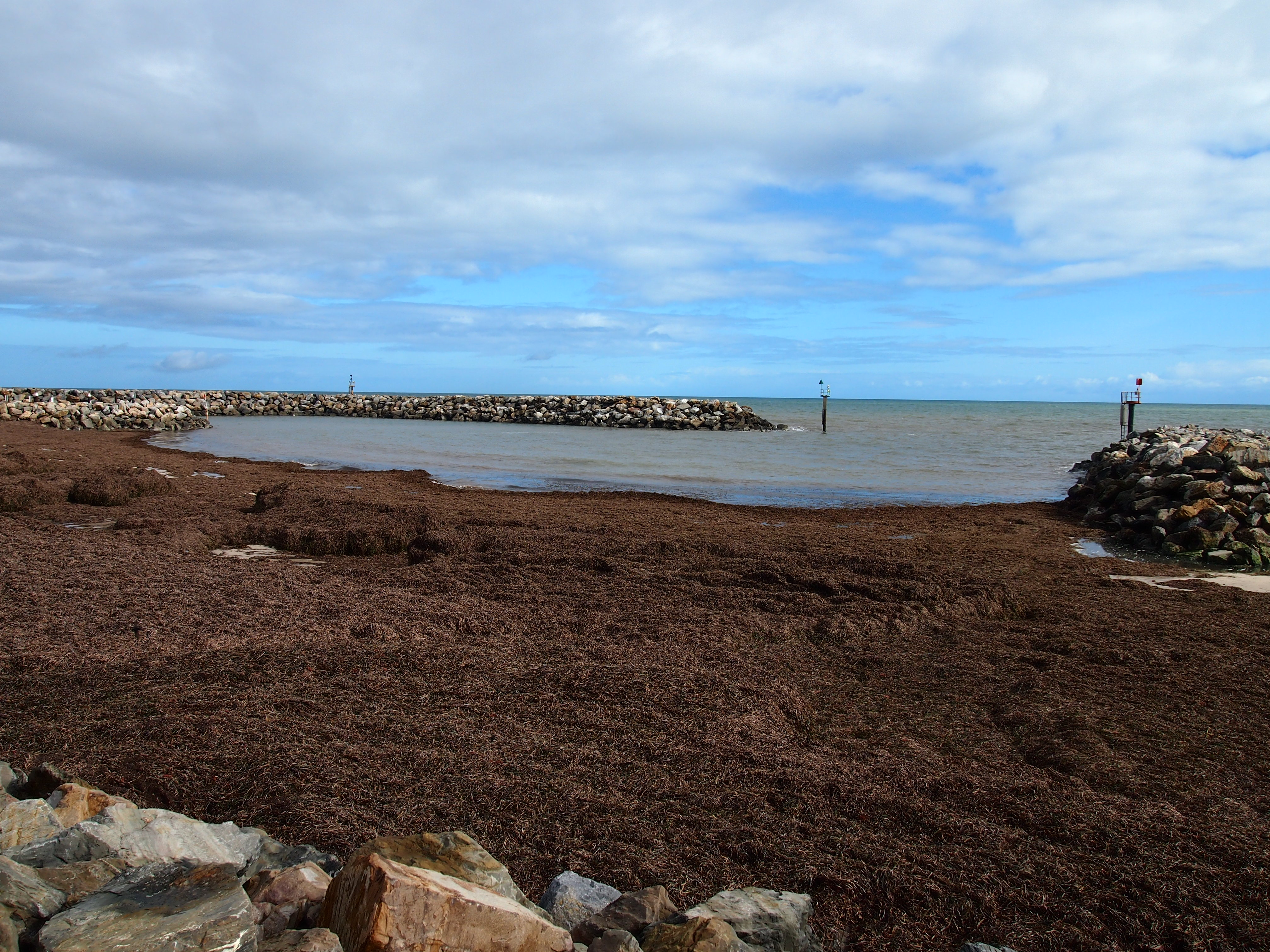
Acumulación detrítica de P. australis en West Beach, Australia Meridional

Esta especie se encuentra en aguas alrededor de la costa sur de Australia. En Australia Occidental se encuentra en la región de bahía Shark, alrededor de las islas de Houtman Abrolhos, y hacia el sur a lo largo de la costa de la llanura costera de Swan. La especie se registra en el borde de las llanuras de Esperance, el archipiélago de La Recherche, en la costa meridional de la región suroeste. El rango se extiende hacia el este hasta las áreas costeras de Nueva Gales del Sur, Australia Meridional, Tasmania y Victoria.
Un signo de una presencia cercana de Posidonia es la presencia de masas de hojas en descomposición en las playas, formando bolas fibrosas.

## La planta más grande conocida
En junio de 2022 se informó que las pruebas genéticas revelaron que muestras de Posidonia australis tomadas de un prado en bahía Shark de hasta 180 km eran de un solo clon de la misma planta. La planta cubre un área del lecho marino de alrededor de 200 km cuadrados. Esto la convertiría en la planta más grande conocida en el mundo, excediendo el tamaño de un grupo de pandos en Utah que se extiende más de 40 hectáreas.
Se estima que la planta tardó al menos 4500 años en crecer hasta este tamaño mediante el uso de rizomas para colonizar nuevas partes del lecho marino, suponiendo una tasa de crecimiento de rizomas de alrededor de 35 centímetros por año.

## Taxonomía
Esta especie es miembro de la familia Posidoniaceae, una de las ocho que se encuentran en Australia. El noveno miembro, Posidonia oceanica, se encuentra en el mar Mediterráneo. El nombre del género para esta especie, Posidonia, se le da al dios de los mares Poseidón, y australis se refiere a su distribución en el sur.
La especie fue descrita por primera vez por Joseph Hooker en Flora Tasmaniae. Los nombres comunes de la planta incluyen hierba de bola de fibra y hierba cinta.

## Estado de conservación
La UICN enumera esta especie como "casi amenazada",  mientras que los prados de Nueva Gales del Sur han sido incluidos por la Commonwealth de Australia como una comunidad ecológica en peligro de extinción desde 2015.